# Karabin SW-99
SW-99 (ros. Снайперская Винтовка СВ-99) – rosyjski, wytłumiony, małokalibrowy karabin wyborowy oparty na konstrukcji karabinka biathlonowego BI-7.

## Historia
SW-99 powstał w wyniku zamówienia przez jednostki podporządkowane MWD broni służącej do prowadzenia precyzyjnego ognia na odległość nie przekraczającą 100 m. Broń miała służyć do likwidacji źródeł światła i chroniących atakowany obiekt psów.

## Opis
SW-99 jest bronią powtarzalną, z zamkiem dwutaktowym. Zasilanie z wymiennego magazynka pięcio- lub dziesięcionabojowego. Lufa zakończona tłumikiem dźwięku. SW-99 jest wyposażony łoże i kolbę drewniane, z integralnym chwytem pistoletowym. Kolba ma regulowaną długość i wysokość. W przedniej części łoża można zamocować dwójnóg. SW-99 jest wyposażony w celownik optyczny, nie posiada mechanicznych przyrządów celowniczych.